# Malombesjön
Malombesjön en grund sjö i södra Malawi, 19 km söder om Malawisjön. Shirefloden, som är en biflod till Zambezi och som avvattnar Malawisjön är både Malombesjöns tillflöde och utflöde. Vattenflödet utfrån Malawisjön har historiskt varierat mycket (mellan 1915 och 1937 flöt inget vatten alls), något som direkt påverkkar Malomebesjön. 1924 var sjön helt torrlagd och ytan användes för odling. Malombesjöns yta är 390- 420 km2 (källor varierar), sjön är max ca 17 km bred och 29 km låg. Djupet är endast 2-9 meter (källor varierar).
Ris och majsodling under torrperioden samt fiske är viktiga näringar i och runt sjön. Fiske med allt större nät med allt finare maskor har påverkat fisket negativt. Den totala fångsten har minskat kraftigt och cikliderna som fångas blir allt mindre i storlek.

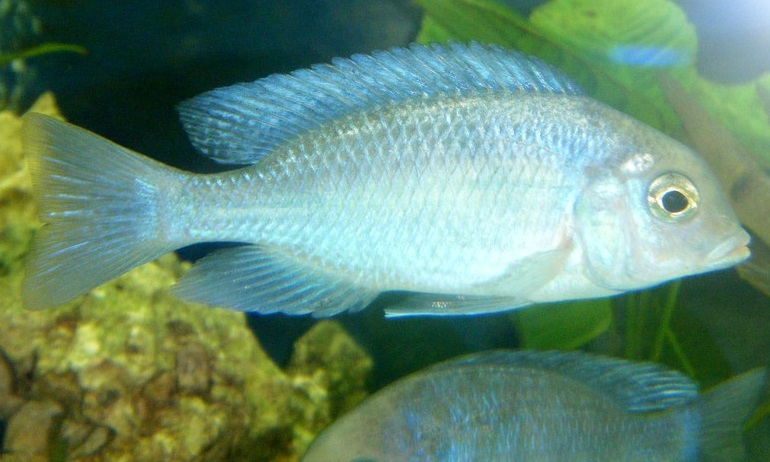
Blå delfinciklid
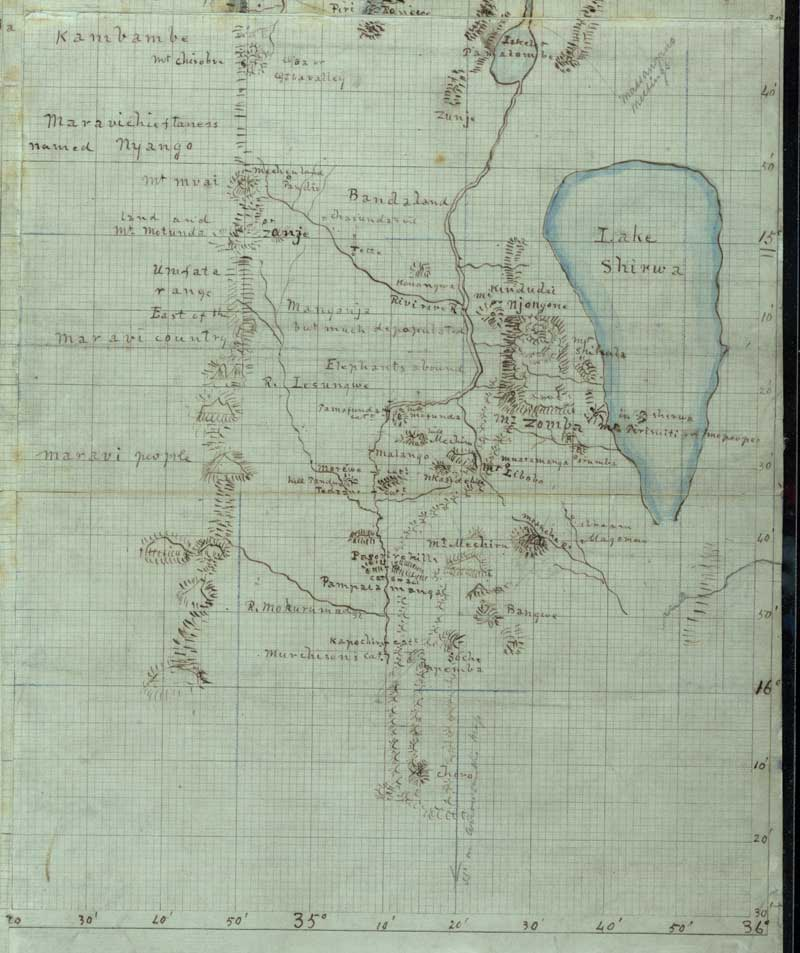
Livingstones karta

Livingstone besökte Malombesjön 1859 under sin zambeziexpedition.